# Александрия (Курская область)
Александрия — деревня в Суджанском районе Курской области. Входит в состав Новоивановского сельсовета.

## География
Деревня находится на реке Струга (приток реки Малая Локня в бассейне Суджи), в 9,5 км от российско-украинской границы, в 86 км к юго-западу от Курска, в 16 км к северо-западу от районного центра — города Суджа, в 3 км от центра сельсовета  — Новоивановка.
Климат
Климат характеризуется как умеренно континентальный, с тёплым летом и умеренно холодной зимой. Среднегодовая температура — 5,9 °C. Средняя температура воздуха самого тёплого месяца (июля) — 19,6 °C (абсолютный максимум — 39 °C); самого холодного (января) — −7,9 °C (абсолютный минимум — −37 °C). Безморозный период длится в течение 155 дней. Среднегодовое количество атмосферных осадков составляет 639 мм.

## Население
| 2002 | 2010 |
| ---- | ---- |
| 24   | ↘1   |

## Инфраструктура
Личное подсобное хозяйство. В деревне 16 домов.

## Транспорт
Александрия находится в 4 км от автодороги регионального значения 38К-030 (Рыльск — Коренево — Суджа), в 6,5 км от автодороги 38К-024 (Льгов — Суджа), в 4,5 км от автодороги межмуниципального значения 38Н-160 (38К-006 — Любимовка — 38К-030 с подъездом к с. Обуховка), в 4,5 км от автодороги 38Н-571 (38К-030 — Толстый Луг), в 1,5 км от автодороги 38Н-449 (38К-030 — Новоивановка — 38К-024), на автодороге 38Н-450 (38Н-449 — Александрия), в 6,5 км от ближайшей ж/д станции Локинская (линия Льгов I — Подкосылев).
В 126 км от аэропорта имени В. Г. Шухова (недалеко от Белгорода).